# Saucony

Logo

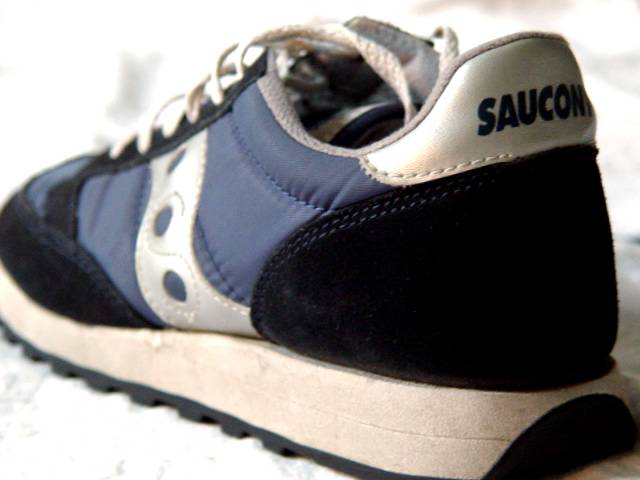
Een schoen van Saucony

Saucony is een Amerikaans bedrijf van sportschoenen en sportkleding. Het merk werd opgericht onder de naam 'A.R. Hyde & Sons' in 1910 door de Russische immigrant Cobbler Abraham Hyde in Cambridge (USA). De naam 'Saucony' werd pas officieel als merknaam gebruikt in 1998 en is genoemd naar de "Saucon River" in Pennsylvania. Saucony is vooral bekend in het atletiekmilieu en richt zich specifiek op hardlopen.